# 阿卡希·卡夏普
阿卡希·卡夏普（英語：Aakarshi Kashyap，2001年8月24日—），印度女子羽毛球運動員。

## 簡歷
2018年10月，阿卡希·卡夏普出戰保加利亞羽毛球國際賽，拿得女子單打比賽亞軍。

## 主要比賽成績
| 年份   | 賽事                     | 公開賽級別 | 項目     | 成績   |
| ------ | ------------------------ | ---------- | -------- | ------ |
| 2018年 | 保加利亞羽毛球國際賽     | 未來系列賽 | 女子單打 | 亞軍   |
| 2019年 | 巴林羽毛球國際系列賽     | 國際系列賽 | 女子單打 | 準決賽 |
| 2019年 | 印度羽毛球國際挑戰賽     | 國際挑戰賽 | 女子單打 | 準決賽 |
| 2019年 | 南亞運動會羽毛球比賽     | 其他       | 女子團體 | 金牌   |
| 2020年 | 烏干達羽毛球國際賽       | 國際系列賽 | 女子單打 | 亞軍   |
| 2020年 | 肯亞羽毛球國際賽         | 未來系列賽 | 女子單打 | 冠軍   |
| 2021年 | 丹麥羽毛球大師賽         | 國際挑戰賽 | 女子單打 | 準決賽 |
| 2021年 | 荷蘭羽毛球公開賽         | 國際挑戰賽 | 女子單打 | 準決賽 |
| 2021年 | 巴林羽毛球國際挑戰賽     | 國際挑戰賽 | 女子單打 | 準決賽 |
| 2022年 | 印度羽毛球公開賽         | 超級500賽  | 女子單打 | 準決賽 |
| 2022年 | 英聯邦運動會羽毛球比賽   | 其他       | 混合團體 | 銀牌   |
| 2022年 | 馬爾代夫羽毛球國際挑戰賽 | 國際挑戰賽 | 女子單打 | 冠軍   |
| 2022年 | 孟加拉羽毛球國際挑戰賽   | 國際挑戰賽 | 女子單打 | 冠軍   |
| 2023年 | 亞洲羽毛球混合團體錦標賽 | 其他       | 混合團體 | 季軍   |
| 2024年 | 烏干達羽毛球國際挑戰賽   | 國際挑戰賽 | 女子單打 | 冠軍   |

| 2018-2026年 | 總決賽 | 超級1000賽 | 超級750賽 | 超級500賽 | 超級300賽 | 超級100賽 | 國際挑戰賽 | 國際系列賽 | 未來系列賽 | 其他 |